# Hermanos Gutiérrez

Hermanos Gutiérrez (2020)

Hermanos Gutiérrez (Spaans voor "gebroeders Gutiérrez") is een Zwitserse Latijns-instrumentale band die in 2015 is opgericht in Zürich door de Ecuadoraans-Zwitserse broers Alejandro Gutiérrez (gitaar en lap steel) en Estevan Gutiérrez (gitaar en percussie). In 2022 bracht het Amerikaanse label Easy Eye Sound het vijfde album van de band uit, genaamd El Bueno y el Malo.

## Geschiedenis
Alejandro en Estevan Gutiérrez, opgevoed door een Ecuadoraanse moeder en een Zwitserse vader in Zwitserland, richtten de band Hermanos Gutiérrez op in 2015.   De band ontstond in Zürich. Op jonge leeftijd werd Estevan geïnspireerd door Latijnse muziek en later surfrock, waarbij hij klassieke gitaar leerde spelen. Zijn jongere broer, Alejandro, leerde zelf gitaar spelen via YouTube-tutorials.
De eerste drie albums van de band waren geïnspireerd door Latijnse muziek. Het album ''Hijos del Sol'' werd beïnvloed door een bezoek aan Mexico en de Verenigde Staten. In 2022 bracht de band ''El Bueno y el Malo'' uit in samenwerking met Dan Auerbach van The Black Keys.  Dit album is geïnspireerd door Ennio Morricone. Het ontving positieve recensies en werd gewaardeerd voor zijn instrumentale rock.  De  Spaghetti Western en de woestijn zijn terugkerende thema's in de stukken van Hermanos Gutiérrez.

## Bandleden
- Alejandro Gutiérrez - gitaar en lap steel (2015 - heden)
- Estevan Gutiérrez  - gitaar en percussie (2015 - heden)

## Touring
Hermanos Gutiérrez heeft geregeld opgetreden in de Benelux, met optredens in de Paradiso in Amsterdam en in TivoliVredenburg in Utrecht.